# أولغا فروب كابتاين
أولغا فروب كابتاين (1962 19 أكتوبر 1881) كانت هولندية روحانية، ثيوصوفية، وباحثة حصلت على اعتراف في 1920. عاشت في سويسرا معظم حياتها.

## روابط خارجية
- صور ثيوصوفية من أوروبا، أولغا فروب-كابتين، ثلاثينيات القرن العشرين.
- أرشيف للبحث في الرمزية النموذجية
- مؤسسة ايرانوس
- علم الأنساب